# Họ San hô lỗ đỉnh
Họ San hô lỗ đỉnh (Acroporidae) là một họ san hô thuộc bộ San hô cứng (Scleractinia). Tên khoa học xuất phát từ tiếng Hy Lạp akron (nghĩa là "đỉnh"), ám chỉ sự hiện diện của coralit ở đỉnh mỗi nhánh san hô.

## Mô tả
San hô lỗ đỉnh là nhóm san hô chủ đạo tạo nên các rạn san hô. Chúng có hình dạng và kích thước phong phú và có thể rất đa dạng về mặt màu sắc và tạo hình, ngay cả trong cùng một loài với nhau. Đa số san hô loại này đều phân cành và một số thì từ từ kết thành lớp vỏ cứng. Màu sắc đa dạng, từ màu nâu, trắng, hồng, xanh dương đến vàng, xanh lá cây và tím; màu sắc này không chỉ tuỳ thuộc vào loài mà còn bị ảnh hưởng bởi điều kiện xung quanh. Việc nhận dạng từng loài rất khó khăn và cần phải xem xét kĩ lưỡng lớp đá san hô (coralit) cũng như tiến hành các phân tích hoá sinh và gien. Trên đỉnh của mỗi cành san hô đều có một coralit và tối đa là mười hai vách ngăn (trừ chi Astreopora).

## Phân bố
Người ta tìm thấy Anacropora, Astreopora và Montipora ở Ấn Độ Dương và Thái Bình Dương, trong đó Acropora phổ biến và nổi bật khắp các rạn san hô ở hai đại dương này. Chi Enigmopora được đặc trưng bởi một loài mới có tên là Enigmopora darveliensis mà con người đã tìm thấy tại Malaysia và Philippines.

## Sinh học
San hô lỗ đỉnh là động vật lưỡng tính. Tuy nhiên, một số loài còn sinh sản phân mảnh (một hình thức sinh sản vô tính), dẫn đến kết quả là thỉnh thoảng có những rạn san hô chỉ có một loài duy nhất.